# Пропавший (телесериал, 2007)
«Пропа́вший» (англ. Traveler) — американский телесериал, показ которого осуществлялся с 10 мая по 18 июля 2007 года на телеканале ABC. Шоу было создано продюсерской компанией Warner Bros. Television. Хотя премьера сериала привлекла 8,61 млн. зрителей, к финальному эпизоду зрительская аудитория сократилась до 3,86 млн. человек.
Изначально было заказано тринадцать эпизодов, однако в октябре 2006 года заказ был сокращён до восьми эпизодов. 18 июля 2007 года после показа последней восьмой серии, ABC объявил о закрытии сериала.

## В ролях
- Аарон Стэнфорд — Уилл Трэвелер
- Мэтт Бомер — Джей Бёрчелл
- Логан Маршалл-Грин — Тайлер Фог
- Энтони Руйвивар — агент Гилльермо Борхес
- Паскаль Хаттон — Ким Доэрти
- Виола Дэвис — агент Джен Марлоу
- Стивен Калп — специальный агент Фред Чэмберс
- Уильям Сэдлер — Карлтон Фог
- Нил Макдонаф — агент Джек Фрид

## Отзывы критиков
«Пропавший» был встречен смешанными отзывами. На Metacritic шоу имеет 53 балла из ста на основе 17-ти рецензий.